# Dorohytschiwka
Dorohytschiwka (ukrainisch Дорогичівка; russisch Дорогичевка/Dorogitschewka, polnisch Drohiczówka) ist ein Dorf im Rajon Salischtschyky der Oblast Ternopil im Westen der Ukraine.

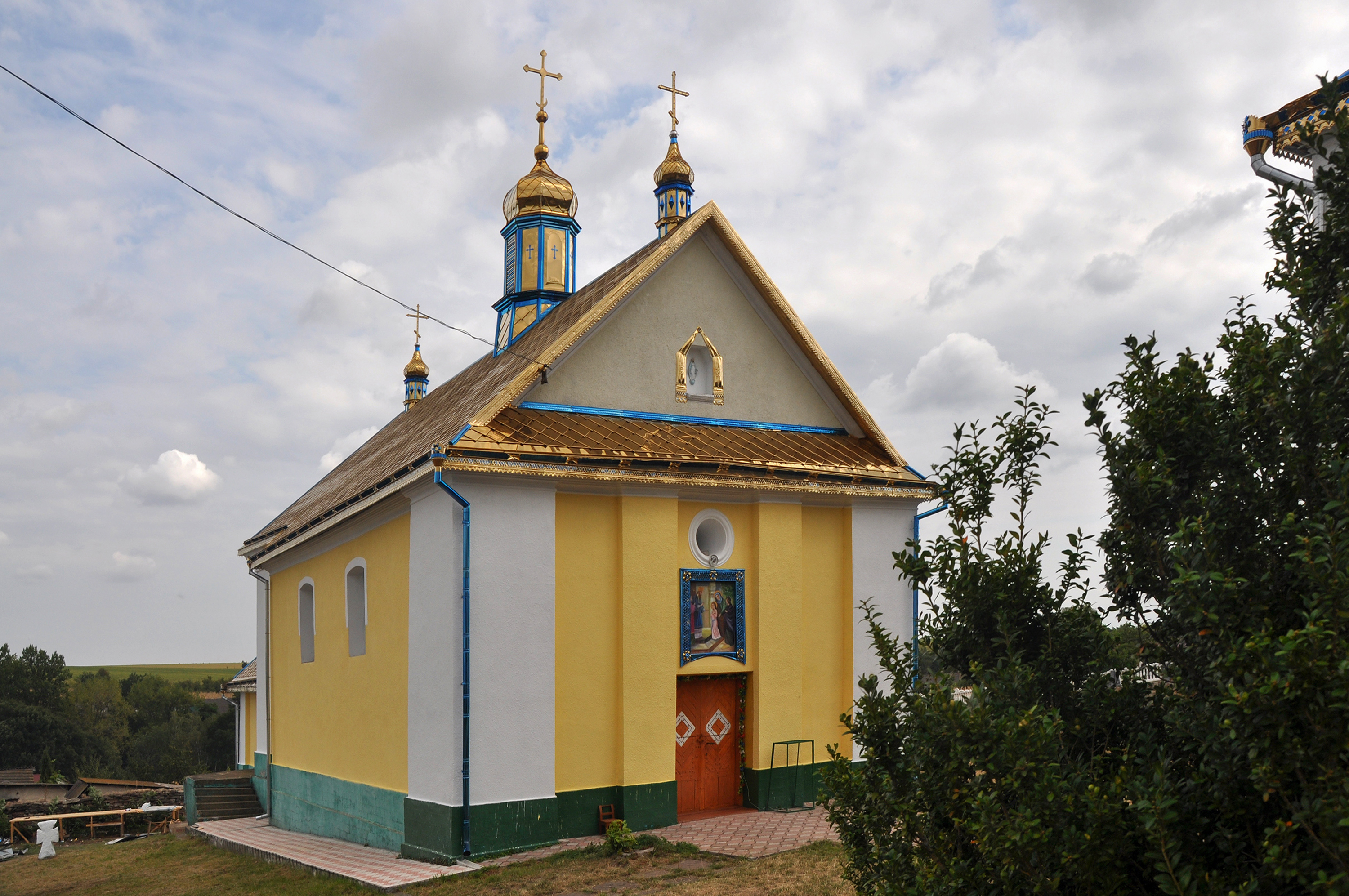
Kirche im Ort

Die Ortschaft liegt etwa 77 Kilometer südlich der Oblasthauptstadt Ternopil und 28 Kilometer nordwestlich der Rajonshauptstadt Salischtschyky am Ufer des Flusses Krynyzja (Криниця).
Am 17. Dezember 2017 wurde das Dorf zum Zentrum der neugegründeten Landgemeinde Dorohytschiwka (Дорогичівська сільська громада Dorohytschiwska silska hromada). Zu dieser zählen auch noch die 4 Dörfer Chmelewa (Хмелева), Lytjatschi (Литячі), Schutromynzi (Шутроминці) und Swerschkiwzi (Свершківці), vorher bildete es die gleichnamige Landratsgemeinde Dorohytschiwka (Дорогичівська сільська рада/Dorohytschiwska silska rada) im Nordwesten des Rajons Salischtschyky.
Am 12. Juni 2020 wurde das Dorf ein Teil der Siedlungsgemeinde Towste.
Am 17. Juli 2020 wurde der Ort Teil des Rajons Tschortkiw.
Der Ort wurde 1544 zum ersten Mal erwähnt und lag zunächst in der Adelsrepublik Polen-Litauen, Woiwodschaft Podolien als Teil der Adelsrepublik Polen. Von 1772 bis 1918 gehörte er, mit Unterbrechung zwischen 1810 und 1815, als Teil des Tarnopoler Kreises an Russland abgetreten werden musste, unter seinem polnischen Namen Drohiczówka zum österreichischen Galizien  (bis 1918 dann im Bezirk Zaleszczyki).
Nach dem Ende des Ersten Weltkrieges kam der Ort zu Polen (in die Woiwodschaft Tarnopol, Powiat Zaleszczyki, Gmina Drohiczówka), wurde im Zweiten Weltkrieg ab September 1939 von der Sowjetunion und dann ab Sommer 1941 bis 1944 von Deutschland besetzt, hier wurde der Ort in den Distrikt Galizien eingegliedert.
Nach dem Ende des Krieges wurde der Ort der Sowjetunion zugeschlagen, dort kam das nunmehr Dorohytschiwka genannte Dorf zur Ukrainischen SSR und ist seit 1991 ein Teil der heutigen Ukraine.